# Ksantos
Ksantos (Lycian: 𐊀𐊕𐊑𐊏𐊀 Arńna, grščina Ξάνθος, latinščina: Xanthus, turščina: Ksantos) je bilo mesto v starodavni Likiji, na mestu današnjega Kınıka v provinci Antalya v Turčiji in ime reke, ob kateri je mesto. Razvaline Ksantosa so na južnih pobočjih hriba, antične akropole, ki je na severnem obrobju sodobnega mesta, na levem bregu Ksantosa, ki teče pod hribom. Cesta Xantos yolu obkroža hrib in teče skozi ruševine.
Xanthos je grško ime za Arñne, mesto, v katerem se je govorilo likijsko. Hetitsko in luvijansko ime mesta je v napisih kot Arinna (ne sme se zamenjati s Arinno blizu Hatuše). Ksantos je grško ime iz obdobja helenizacije. Rimljani so mesto imenovali Xanthus, saj so bile vse grške priponke -os spremenjene v latinščini v -us. Ksantos je bil središče kulture in trgovine za Likijce, pozneje za Perzijce, Grke in Rimljane, ki so nato osvojili mesto in zasedli sosednje ozemlje. Kot Ksantus, nekdanja bizantinska škofija, ostaja latinska katoliška naslovna škofija. Po padcu bizantinskega cesarstva v 15. stoletju je regija postala turška. Antično mesto je že dolgo opuščeno.

## Zgodovina
Trojanska vojna heroja in likijska voditelja Glauk in Sarpedon sta opisana v Iliadi, da prihajata iz dežele ob reki Ksantos. V istem besedilu se Ahilov nesmrtni, govoreči konj imenuje Xanthos. Ksantus omenjajo številni antični grški in rimski pisatelji. Strabon omenja Ksantos kot največje mesto v Likiji.

### Pod Perzijskim cesarstvom
Tako Herodot in Apijan opisujeta Harpagusovo osvajanje mesta v imenu Perzijskega cesarstva, približno leta 540 pr. n. št. Po Herodotu so Perzijci srečali in premagali majhno likijsko vojsko v ravninah na severu mesta. Po srečanju so se Likijci umaknili v mesto, ki ga je oblegal Harpagus. Likiijci so uničili svojo lastno akropolo, ubili svoje žene, otroke in sužnje, nato pa se lotili samomorilnega napada na superiorne perzijske vojake. Tako je celotno prebivalstvo Ksantosa izginilo, ostalo je 80 družin, ki so bile med boji odsotne.
Med perzijsko okupacijo je bilo v Ksantosu postavljeno lokalno vodstvo, ki je že 520 let pred n. št. kovalo lastne kovance. Do 516 pr. n. št. je bilo mesto vključeno v prvi nomos (grška prefektura) Dareja I. na seznamu ljudstev.
Ksantosova sreča je bila vezana na Likijo, saj je ta v času grško-perzijskih vojn spremenila stran. Arheološki izkopi dokazujejo, da je bil Ksantos uničen približno 475—470 pr. n. št. ali je to storil Atenčan Kimon ali Perzijci, je odprto za razpravo. Ker ni omembe tega uničenja v perzijskem ali grškem jeziku, nekateri učenjaki pripisujejo uničenje naravnim ali naključnim vzrokom. Ksantos je bil obnovljen po uničenju v zadnjih desetletjih 5. st. pr. n. št. Osvojil je bližnji Telmessos in ga vključil v Likijo.
Razkošje Likije med perzijsko okupacijo dokazujejo obsežni arhitekturni dosežki v Ksantosu, še posebej številne grobnice, ki predstavljajo vrhunec v spomeniku Nereid.

### Osvojitev Aleksandra Velikega
Poročila o predaji mesta Aleksandru Velikemu se razlikujejo: Arijan poroča o mirni predaji, vendar Apijan trdi, da je bilo mesto opustošeno. Po smrti Aleksandra je mesto zamenjalo roke med nasprotniki; Diodor Sicilski ugotavlja, da je Ksantos zajel Ptolemaj I. Soter od Antigona I..

### Rimska in bizantinnska vladavina
Apijan, Kasij Dion in Plutarh vsak poročajo, da je bilo mesto ponovno uničeno v rimskih civilnih vojnah, približno 42. let pr. n. št. od Bruta, vendar Apijan ugotavlja, da je bilo pod Markom Antonijem ponovno obnovljeno. Ostanki rimskega amfiteatra so še na mestu. Marinos poroča, da je bila v Ksantosu v pozni antiki šola gramatike. Mesto je bilo v rimski provinci Likiji, v civilni škofiji Azija.

## Cerkvena zgodovina

### Škofija
Ksantus je bil v rimski pokrajini Likiji dovolj pomemben, da je postal sufragan metropolitske nadškofije prestolnice province Mire, ki je bila pod vplivom Konstantinopelske patriarhije.
Trije od škofov so zgodovinsko dokumentirani:
- Makedon, udeleženec prvega koncila v Konstantinoplu leta 381
- Atanasij, ki je leta 458 podpisal pismo škofije Likija bizantinskemu cesarju Leonu I. Tračanu, ko je koptska mafija linčala patriarha Proterija iz Aleksandrije
- Giorgij, udeleženec Trullnske sinode leta 692

### Naslovna škofija
Škofija je bila nominalno obnovljena leta 1933 kot latinska naslovna škofija Xanthus (latinščina) / Xanto (Curiate Italian) / Xanthien (sis) (latinski pridevnik).
Sproščen je, ker je imel enega samega službujočega, ne pa iz primernega episkopalnega (najnižjega) mesta, vendar arhiepiskopal:
- Naslovni nadškof: Bruno Bernard Heim (Švica) (1961.11.09 – umrl 2003.03.18), kot papeški diplomat in heraldist (also author) : apostolski delegat v Skandinaviji (1961.11.09 – 1969.05.07, apostolski pro-nuncij na Finskem (1966 – 1969.05.07), apostolski pro-nuncij za Egipt (1969.05.07 – 1973.07.16), apostolski delegat za Veliko Britanijo (1973.07.16 – 1982), apostolski pro-nuncij za Veliko Britanijo (1982 – upokojen 1985). [1] Na vprašanje, kje je Ksantus, Heim v šali odgovori: »Večina je zdaj v Britanskem muzeju«. [2]

## Arheologija
Kot središče starodavne Likije in mesto najobsežnejših starin, je Ksantos že od začetka 19. stoletja meka za študente anatolske civilizacije. V mestu so našli številne pomembne predmete. Dve grobnici, spomenik Nereid in Payavova grobnica, zdaj razstavljeni v Britanskem muzeju. Grobnica Harpij je še vedno v ruševinah mesta. Svetišče Leto, ki se imenuje Letoon, je na obrobju mesta na jugozahodu. Ksantijski obelisk in napis na Letoonu sta dve trojezični steli, ki sta bili najdeni v mestu in Letoonu. Ksantos-Letoon, sestavljen iz dveh sosednjih naselij, ki sta v jugozahodnem delu Anatolije, znotraj meja provinc Antalya in Muğla, je izjemen arheološki kompleks, ki je od leta 1988 na seznamu Unescove svetovne dediščine.
Arheološka izkopavanja in preiskave površin na Ksantosu so prinesle številna besedila v likijščini in grščini, vključno z dvojezičnimi besedili, ki so koristna pri razumevanju likijščine. En spomenik, Ksantijski obelisk, je trojezičen zapis starejšega anatolskega jezika, ki se običajno imenuje miljanski jezik.

## Reka Ksantos
Strabon poroča o izvirnem imenu reke kot Sibros ali Sirbis. Med perzijsko invazijo se reka imenuje Sirbe, kar pomeni 'rumen' kot grška beseda xanthos, kar tudi pomeni rumen. Reka ima po navadi rumen odtenek zaradi tal v aluvialni bazi doline. Danes je na mestu Ksantosa sodobna turška vas Kınık. Nekoč več kot 500 m dolg, je rimski most prečkal zgornji tok reke v bližini današnje vasi Kemer. Sodobno turško ime reke je Eşen Çayı.
Grška legenda pravi, da so reko ustvarili rojstne bolečine Leto, katere tempelj v Letoonu je na zahodnem bregu reke, nekaj kilometrov južno od Ksantosa. Letoon je bil izkopan v 20. stoletju in je prinesel številna likijska, grška in aramejska besedila. Najdeno je bilo pomembno trijezično besedilo, znano kot trojezični Letoon, za katerega je bilo ugotovljeno, da vsebuje sklicevanje na kralja Artakserksa. Tudi Letoon je na seznamu Unescove svetovne dediščine.

## V popularni kulturi
V literarni seriji Troja, avtorja Davida Gemmella je Ksantos največja ladja, ki je bila kdaj koli zgrajena in je pripadala glavnemu značaju serije Helikaon.